# Micranthus tubulosus
Micranthus tubulosus är en irisväxtart som först beskrevs av Nicolaas Laurens Nicolaus Laurent Burman, och fick sitt nu gällande namn av Nicholas Edward Brown. Micranthus tubulosus ingår i släktet Micranthus och familjen irisväxter. Inga underarter finns listade i Catalogue of Life.